# Baksary (osiedle)
Baksary (ros. Баксары) – osiedle w Rosji, w obwodzie kurgańskim, w rejonie lebiażjewskim. W 2010 liczyło 9 mieszkańców.